# Polystepha rhoina
Polystepha rhoina är en tvåvingeart som först beskrevs av Ephraim Porter Felt 1907.  Polystepha rhoina ingår i släktet Polystepha och familjen gallmyggor.
Artens utbredningsområde är New York. Inga underarter finns listade i Catalogue of Life.